# Sainte-Lunaise
Sainte-Lunaise est une ancienne commune française située dans le département du Cher en région Centre-Val de Loire. Depuis le 1er janvier 2019, le territoire est intégré à la commune de Corquoy.

## Géographie
La commune est située au sud de la champagne berrichonne. Le paysage est légèrement vallonné, composé à moitié de champs et pour autre moitié de bois et d'une forêt domaniale nommée Soudrain, domaine d'abbayes. Elle est traversée par le méridien de Paris ou Méridienne verte. C'est la commune la moins peuplée du Cher avec 17 habitants (2016 ).

## Histoire
Au 1er janvier 2019, les communes de Corquoy et de Sainte-Lunaise fusionnent pour créer la commune nouvelle de Corquoy (arrêté n° 2018-01-1100 du 27 septembre 2018 de la préfecture du Cher).

## Politique et administration
| Période                                  | Période                    | Identité       | Étiquette | Qualité                         |
| ---------------------------------------- | -------------------------- | -------------- | --------- | ------------------------------- |
| Les données manquantes sont à compléter. |                            |                |           |                                 |
| mars 1995                                | mars 2001                  | Jean Faucheux  |           |                                 |
| mars 2001                                | En cours (au 2 avril 2014) | Amélie Jochyms | DVD       | Réélue pour le mandat 2014-2020 |

## Démographie
L'évolution du nombre d'habitants est connue à travers les recensements de la population effectués dans la commune depuis 1793. Pour les communes de moins de 10 000 habitants, une enquête de recensement portant sur toute la population est réalisée tous les cinq ans, les populations de référence des années intermédiaires étant quant à elles estimées par interpolation ou extrapolation. Pour la commune, le premier recensement exhaustif entrant dans le cadre du nouveau dispositif a été réalisé en 2008.

En 2016, la commune comptait 17 habitants, en évolution de −29,17 % par rapport à 2010 (Cher : −2,48 %, France hors Mayotte : +2,11 %).
| 1793 | 1800 | 1806 | 1821 | 1831 | 1836 | 1841 | 1846 | 1851 |
| ---- | ---- | ---- | ---- | ---- | ---- | ---- | ---- | ---- |
| 141  | 160  | 215  | 159  | 135  | 127  | 112  | 113  | 114  |

| 1856 | 1861 | 1866 | 1872 | 1876 | 1881 | 1886 | 1891 | 1896 |
| ---- | ---- | ---- | ---- | ---- | ---- | ---- | ---- | ---- |
| 104  | 126  | 121  | 103  | 102  | 96   | 90   | 85   | 81   |

| 1901 | 1906 | 1911 | 1921 | 1926 | 1931 | 1936 | 1946 | 1954 |
| ---- | ---- | ---- | ---- | ---- | ---- | ---- | ---- | ---- |
| 86   | 96   | 86   | 66   | 71   | 70   | 69   | 64   | 45   |

| 1962 | 1968 | 1975 | 1982 | 1990 | 1999 | 2006 | 2008 | 2013 |
| ---- | ---- | ---- | ---- | ---- | ---- | ---- | ---- | ---- |
| 43   | 43   | 31   | 36   | 29   | 23   | 23   | 23   | 19   |

| 2016 | - | - | - | - | - | - | - | - |
| ---- | - | - | - | - | - | - | - | - |
| 17   | - | - | - | - | - | - | - | - |

## Culture locale et patrimoine

### Lieux et monuments
- Avant la fusion, le village se distinguait par sa mairie-église[6].